# Joséphine Berry
Pour les articles homonymes, voir Berry (homonymie).
Joséphine Berry, née le 29 janvier 1992 à Paris (France), est une actrice franco-britannique.

## Biographie
Joséphine Berry naît le 29 janvier 1992 à Paris. Elle est la fille de l'acteur Richard Berry et de l'actrice et photographe Jessica Forde. Elle a une demi-sœur, Coline Berry.
Elle est la nièce du sculpteur Philippe Berry, et la cousine de la fille de ce dernier et de Josiane Balasko, l'actrice Marilou Berry.
Elle a tourné entre autres dans les films réalisés par son père, dans L'Immortel, où elle interprète la fille de Charly Matteï (Jean Reno) et dans Moi César, 10 ans ½, 1m39.

## Filmographie

### Cinéma
- 1999 : Mamirolle de Brigitte Coscas
- 2001 : L'Art (délicat) de la séduction de Richard Berry : Léa
- 2003 : Moi César, 10 ans ½, 1m39 de Richard Berry : Sarah Delgado
- 2005 : La Boîte noire de Richard Berry : une fille sur la plage
- 2010 : L'Immortel de Richard Berry : Eva
- 2010 : Un baiser papillon de Karine Silla : Joséphine
- 2015 : Nos femmes de Richard Berry : Pascaline
- 2015 : The Girl from The Song d'Ibai Abad : Jo

### Télévision
- 2008 : Lorsque Dolto paraît d’Emmanuelle Nobecourt (téléfilm)
- 2013 : Hortense, small Island de Jane Arnell (The Studios OSD)
- 2016 : Benidorm (en) (saison 9) : Marie Lavoire
- Depuis 2019 : Clem (depuis la saison 9) : Salomé Boissier
- 2020 : Narvalo (saison 01 épisode 02) : Amandine
- 2023 : Prière d'enquêter (saison 01 épisode 04) : Julia Crepin